# ネストル・ラコバ
ネストル・アポロノヴィチ・ラコバ（ロシア語: Нестор Аполлонович Лакоба、アブハズ語: Нестор Аполлон-иԥа Лакоба、1893年5月1日 - 1936年12月28日）は、ソビエト連邦内アブハジアの政治家である。ソ連中央を無視した独裁者として振る舞い、アブハジアを自身の王国「ラコビスタン」として統治した一方で、ヨシフ・スターリンの旧友でありながら異例の寛大さで施政に当った人物でもある。かつては後の秘密警察長官となるラヴレンチー・ベリヤと親しく、ベリヤを積極的に取り立てもしたが、スターリンの不興を買うとやがてベリヤ当人によって葬られた。
重度の聴覚障害者であり、後に全聾となった。

## 生涯

### 青年期

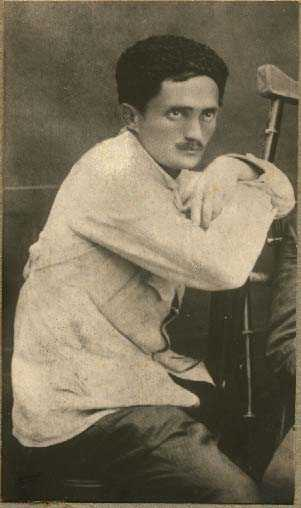
革命家時代のラコバ（1910年代）

1893年5月1日、ロシア帝国クタイス県ルィフヌィの農家に生まれる。1911年に革命を煽動してチフリス神学校 (ru) を放校され、翌年にロシア社会民主労働党の党員となり、アジャリア、アブハジアや北カフカースで活動した。ラコバは他の多くの革命家と同様に銀行強盗を働いては警察に追われ、この時代に革命仲間のヨシフ・スターリンと親交を持った。
1917年の十月革命後には第1回カフカース地方ソビエト議会に出席している。1918年にスフムの軍事革命委員会 (en) で副議長としてゲリラ部隊を編成し、メンシェヴィキが指導するグルジア民主共和国に対する反乱を指揮した。しかし同年後半にスフミでメンシェヴィキに捕らえられ、1919年春にグルジアから追放された。
1921年にムスタファ・ケマル率いるトルコ大国民議会とロシア社会主義連邦ソビエト共和国の間に友好条約を締結した際、ラコバもロシア側の随員としてトルコへ赴いている。翌年に息子が生まれると、トルコの政治家ラウフ・オルバイに敬意を表して、息子に彼と同じ名を与えた。

### 「ラコビスタン」の支配者
ラコバは1920年までクバーニ・黒海地区で革命を指導したが、翌1921年3月、エフレム・エシュバ（ru, 議長）らとともに革命委員会を組織してアブハジアの立法・行政を掌握し、アブハジア社会主義ソビエト共和国を成立させた。ラコバは2月から翌1922年2月まで副議長および陸海軍委員を務めた。ほどなく同地がイギリス軍により占領されると、ラコバは地下へ潜伏したが、その際に身を寄せていた貴族の家庭の娘であるサリヤ・ジフ＝オグリ (ru) と恋仲となった。サリヤの家族は二人の結婚に反対したが、ボリシェヴィキ仲間のラヴレンチー・ベリヤとセルゴ・オルジョニキーゼの取り成しによってネストルとサリヤは同年に結婚した。
ラコバは1922年2月から1930年4月17日まで、最初で最後のアブハジア共和国人民委員会議議長を務め、その後同日から晩年までアブハズ自治ソビエト社会主義共和国中央執行委員会議長を務めた。また、グルジア社会主義ソビエト共和国・ザカフカース社会主義連邦ソビエト共和国・ソビエト連邦の各中央執行委員会メンバー、およびグルジア共産党中央委員会メンバーを歴任した。ボリシェヴィキの第13回・第15回・第16回・第17回大会にも出席している。
この頃にラコバはベリヤをOGPUに取り立てるようスターリンに口添えしている。党中央のオルジョニキーゼやセルゲイ・キーロフはこの人事に反対したが、ベリヤが信頼に足る人物であるとラコバが保証したため、スターリンはその反対を無視した。
ラコバは、スターリンの親友であるという威光から公然とグルジア共産党と対立するようになり、異例に寛大な方針でアブハジアを統治するようになった。ラコバの下でアブハジアの富農や豪族は保護され、農場の集団化も停滞した。また、1925年にはモスクワを追われた病身のレフ・トロツキーとその妻ナターリヤ・セドワが、1930年代にはロマノフ朝と関係の深かったアブハジア貴族のシェルワシゼ家が、ラコバの下で保護された。ラコバが支配する小さな独裁国家と化したこのアブハジアは、同時代のボリシェヴィキによって「ラコビスタン」とも呼び表された。
それでもなお、スターリンの真の盟友としてダーチャで共に歌い合う仲であり続けたラコバについて、スターリンの養子であるアルチョム・セルゲーエフは後に、彼が家にやってくると「家の中に光がさし込んだようだった」と語っている。また、ラコバはスターリンやモスクワの他のカフカース人にタンジェリンを定期的に送ることも欠かさなかった。

### 失墜と死
やがて、ラコバはアブハジア自治共和国をグルジア社会主義ソビエト共和国から分離し、ロシア・ソビエト連邦社会主義共和国に編入することを求めるようになり、スターリンに対してアブハジアをクラスノダール地方へ編入するよう要求さえした。この動向にスターリンはラコバを警戒するようになり、それに気付いたラコバは1934年に『スターリンとハシミ』を執筆してスターリンを賛美し、個人崇拝の波に便乗しようとした。しかし、スターリンからさらなる寵愛を受けていたベリヤが翌年に『ザカフカース地方におけるボリシェヴィキ組織の歴史』を発表して一層のスターリン賛美を繰り広げたため、ラコバに対するスターリンの信頼が戻ることはなかった。

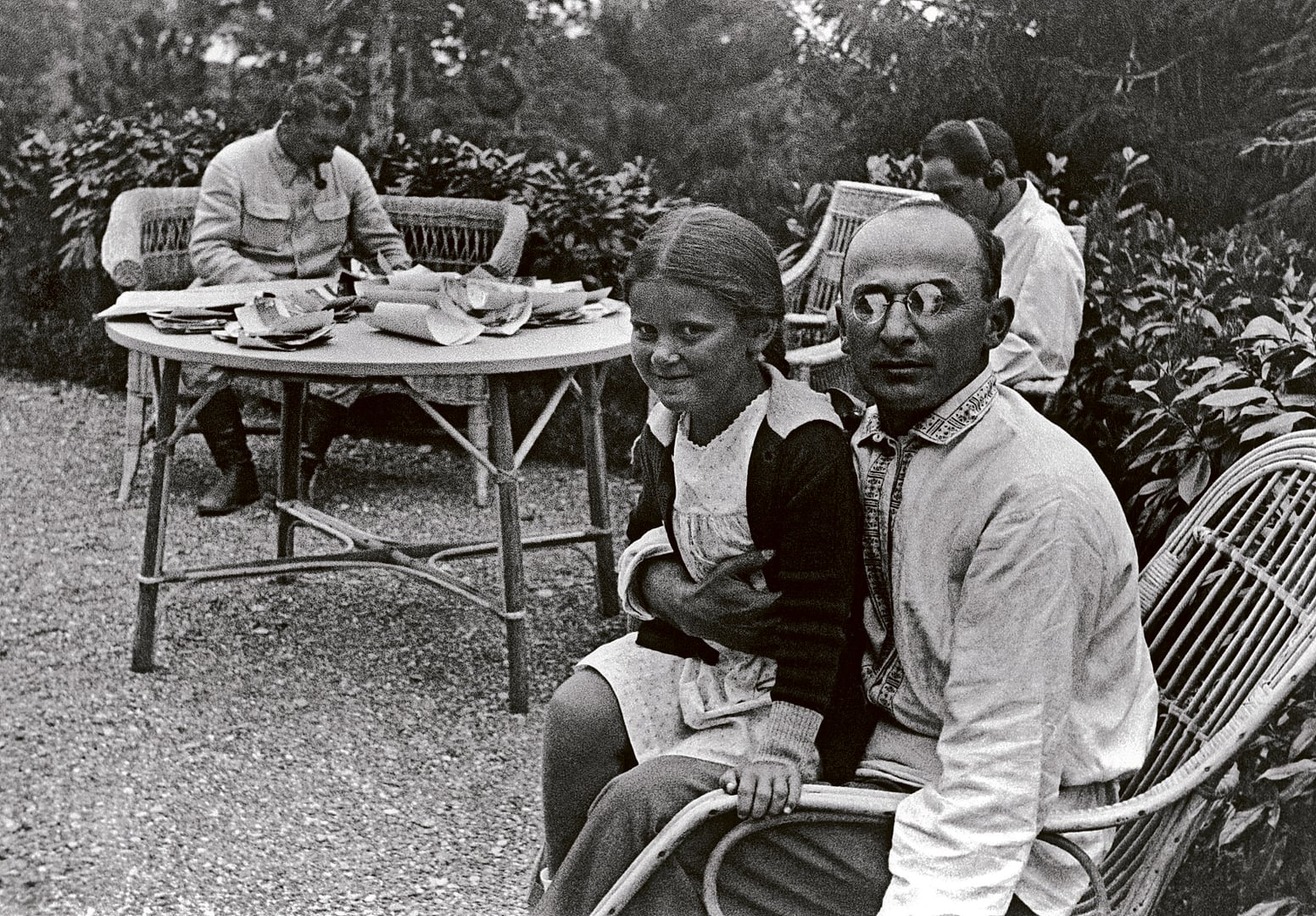
ソチのダーチャで休暇を楽しむスターリンたち（1933年夏）
ベリヤの背後でヘッドホンを着けて音楽を聴いているのがラコバ

この時期のラコバとベリヤの関係は完全に冷却していたが、それは1932年にオルジョニキーゼに対してベリヤが述べた陰口をラコバが漏らしたことが原因である。あるいは、二人の不仲の原因をアブハズ人（ラコバ）とミングレル人（ベリヤ）の間の長年の確執に帰する見方も存在する。事実、1933年から1937年にかけての第二次五カ年計画(ru)の際に、ベリヤはロシア人、ミングレル人、アルメニア人をアブハジアへ入植させている。いずれにせよ、スターリンはラコバとベリヤの間の不和を知りながらそれを放置していた。
1935年3月15日、ラコバは農業分野での功績を彰してレーニン勲章を授与された。同年末、スターリンはNKVD長官の職と引き換えにモスクワへ移るようラコバに打診したが、アブハジア「国王」の座に居座ることを望んだラコバはこれを固辞した。
1936年11月25日から12月5日にかけてモスクワで開催された第8回全連邦会議 (ru) に出席し、新たなソ連憲法（いわゆるスターリン憲法）の制定にかかわった後、ラコバは一度アブハジアへ戻った。しかし、12月26日夜に党活動家会議のため緊急にトビリシへ召喚された。その晩、ホテルに宿泊していたラコバのもとにベリヤから食事の誘いがあった。ラコバがこれを拒否すると、今度はベリヤの母が執拗に電話をかけてきて彼を食事に誘った。これに折れたラコバは翌27日にトビリシでベリヤと夕食の席を共にし、その後向かった劇場で吐き気を催して倒れた。
ホテルへ戻ったラコバは「蛇のベリヤにしてやられた！」と呻き、翌12月28日午前4時20分に「心臓発作」で死亡した。
ベリヤはラコバの遺体を列車でスフミへ送り返したが、その遺体からは内臓がすべて取り除かれていた。しかし、ラコバの主治医は遺体の剖検を行い、彼が青酸によって毒殺されたと結論付けた。
ラコバの葬儀はスフミで行われ、十数万人以上がそれに参列し、スターリンも弔電を打った。遺体は防腐処理を施され、植物園内に特設された保管庫へ安置された。だがベリヤは「人民の敵はアブハジアに葬られるに値しない」として後に遺体もすべて焼却させた。

## 余波

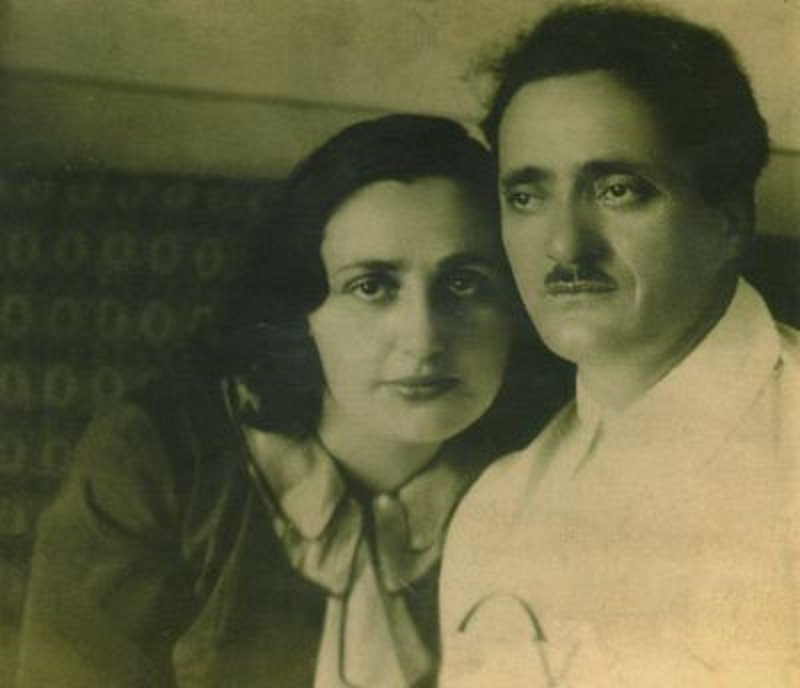
ネストルとサリヤ（1930年代）

死の数か月後には大粛清が開始され、ラコバは人民の敵、トロツキスト、国家分裂企図者と非難されるようになった。
アブハジア内務人民委員代理を務めていた弟のミハイルは1937年10月に銃殺された。未亡人のサリヤもトビリシで逮捕され、夫が「どのようにしてアブハジアをトルコへ売り渡そうとしたのか」自白するよう拷問を受けた。サリヤは「私は夫の思い出を汚しはしません」とだけ答え続け、やがて発狂した末に死亡した。14歳だった息子のラウフも逮捕され、少年用グラーグへ送られた。ラウフと2人の友人は収容所からベリヤに宛てて「家に戻って、また学校へ通いたい」と手紙を書き、ベリヤは彼らを「反革命集団」として1941年に銃殺させた。ラウフの死により、ラコバ夫妻の血筋は途絶えた。